# Заходи боротьби з поширенням коронавірусної хвороби 2019 у Європейському Союзі
Пандемія коронавірусної хвороби 2019 та її поширення в Європі мали значний вплив на частину найбільших країн-членів Європейського Союзу та інституції Європейського Союзу, особливо в сферах фінансів, громадянських свобод і відносин між державами-членами.

## Хронологія

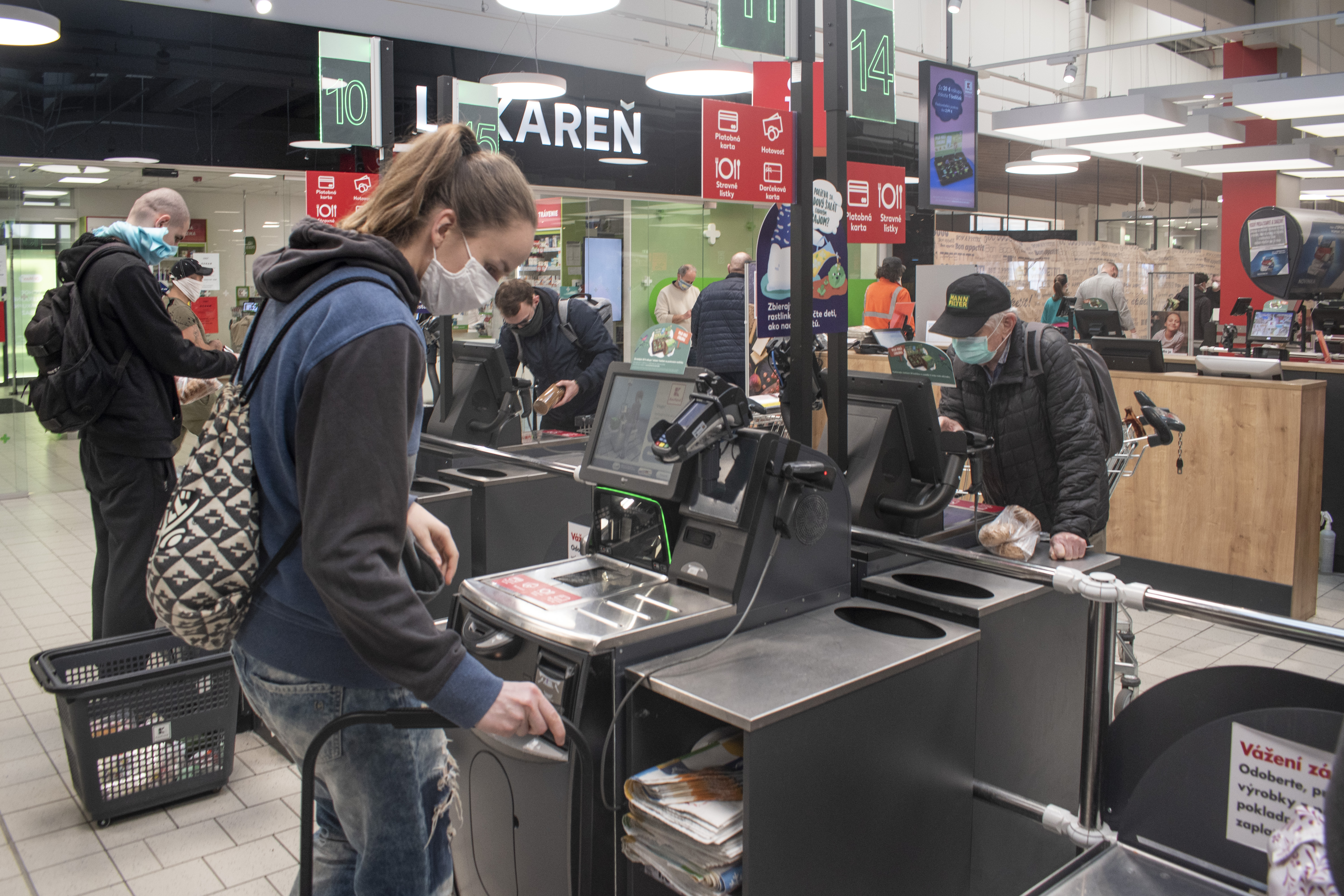
Словаччина була однією з перших країн у світі, яка запровадила обов'язкову наявність масок у громадських місцях.

Перший європейський випадок хвороби був зареєстрований у Франції 24 січня 2020 року.
Станом на 29 травня 2020 року в ЄС було зареєстровано 1105287 випадків зараження та 125431 смертей, що становить 58 % випадків і 73 % смертей у Європі згідно з тижневим звітом ECDC.
Відповідно до щотижневого звіту ECDC, до 6 червня кількість зареєстрованих випадків хвороби зросла до 1131618 (56 %) і 128247 смертей (76 %).
Станом на 18 червня згідно зі звітом ECDC в ЄС було зареєстровано 1182368 випадків хвороби та 13214 смертей за тиждень від 14 до 20 червня 2020 року. Агентство також відстежує кількість випадків хвороби для своїх членів, в ЄЕЗ та Великій Британії, і виявило, що в ЄС/ЄЕЗ та Великобританії було зареєстровано 1492177 випадків хвороби і 72621 смерть. Агентство ЄС також відстежує кількість випадків хвороби для Європи (група з понад 50 країн, які ECDC розглядає як Європу) і виявила 2235109 випадків і 184806 смертей, зареєстрованих як пов'язані з COVID в Європі.
Станом на 27 червня в ЄС було зареєстровано 1216465 випадків хвороби і 132530 смертей, згідно зі звітами ECDC про загрози інфекційних хвороб за тиждень з 21 по 27 червня 2020 року. У ЄС, ЄЕЗ та Великобританія було зареєстровано 1535151 випадок хвороби і 176020 смертей.
Станом на 10 липня 2020 року в ЄС було зареєстровано 1274312 випадків хвороби і 134153 смерті, згідно зі звітами ECDC про загрози інфекційних захворювань за тиждень від 5 до 11 липня 2020 року. Станом на 10 липня 2020 року в ЄС/ЄЕЗ та Великобританії було зареєстровано 179018 смертей.
За даними «Guardian», середній рівень зараження в ЄС наприкінці червня 2020 року становив близько 160 на мільйон жителів.
Станом на 17 травня 2023 року в ЄС було зареєстровано 183976990 випадків хвороби і 1230250 смертей.

## Заходи Європейської Ради
10 березня 2020 року члени Європейської ради провели відеоконференцію, під час якої президент Шарль Мішель представив чотири пріоритетні сфери, визначені її лідерами:
- обмеження поширення коронавірусу
- забезпечення медичним обладнанням, з особливим акцентом на маски та респіратори
- сприяння дослідженням, включаючи дослідження вакцини
- подолання соціально-економічних наслідків.

Під час другої відеоконференції 17 березня було додано п'яту пріоритетну область:
- допомога громадянам, які опинилися в третіх країнах.

На відеоконференції 17 березня лідери також погодилися запровадити тимчасові обмеження на нетермінові поїздки до Європейського Союзу на 30 днів.
На своїй третій відеоконференції 26 березня члени Ради пообіцяли терміново збільшити потужності для тестування на коронавірус з огляду на рекомендації ВООЗ.
9 квітня міністри фінансів 19 країн єврозони погодилися надати 240 мільярдів євро на допомогу системам охорони здоров'я, 200 мільярдів євро кредитних гарантій для Європейського інвестиційного банку та 100 мільярдів євро для працівників, які втратили зарплату. На своїй четвертій відеоконференції, що відбулася 23 квітня, Європейська Рада схвалила план, і закликала активувати пакет допомоги до 1 червня 2020 року. Тоді ж Рада також доручила Європейській комісії вжити заходи щодо створення фонду відновлення, розмір якого, як очікувалося, становитиме щонайменше близько 1 трильйона євро. Форми останнього фонду все ще оскаржувалися державами-членами, причому Франція, Італія та Іспанія виступали за вимоги щодо надання грантів постраждалим економікам, а Німеччина рішуче виступала за позики.
27 травня Комісія ЄС запропонувала створити фонд відновлення, який отримав назву «Next Generation EU», із грантами та позиками для кожної країни-члена ЄС у розмірі 500 мільярдів євро та 250 мільярдів євро відповідно. Це сталося після тривалих переговорів, під час яких так звана «ощадлива четвірка», до складу якої входять Австрія, Нідерланди, Данія та Швеція, відкинула ідею виділення грантів, віддавши перевагу позикам. Згідно з пропозицією, гроші, зібрані на ринку капіталу, будуть повернуті між 2028 і 2058 роками. 21 липня, після чотириденного марафону переговорів, лідери ЄС досягли угоди, згідно з якою основний компонент грантів фонду відновлення було зменшено з 500 мільярдів євро до 390 мільярдів євро, а компонент кредитів було збільшено до 360 мільярдів євро, стільки ж, скільки в оригінальній пропозиції фон дер Ляйєн. Угода включала механізм управління, який дозволить окремим державам-членам висувати заперечення щодо використання фінансових переказів з Брюсселя та тимчасово блокувати їх під час процесу перегляду управління країною-одержувачем протягом максимум 3 місяців.

## Проведення заходів

### Правовий контекст
Згідно публікації в «Le Monde» 3 учених Мічиганського університету, європейська політика охорони здоров'я спирається на 3 стовпи ЄС:
- першим стовпом є стаття 168 договору про функціонування Європейського Союзу, яка надає ЄС певну роль у безпеці охорони здоров'я, включаючи 2 агентства, зокрема ЄЦКЗ та Європейське агентство з лікарських засобів, які брали участь у публікації достовірних даних та запобігали перебоям з постачанням ліків;
- другий стовп — єдиний європейський ринок, який включає правила комерціалізації ліків і медичних пристроїв, та дозволяє мобільність медичних працівників;
- третьою опорою є фінансове управління.

Стаття 168 договору про функціонування Європейського Союзу вказує, що Союз доповнює національну політику, наприклад, у «співробітництві між державами-членами» або ухваленні рекомендацій, у той час як Союз поважає політику та організацію охорони здоров'я держав-членів.

### Хронологія
9 січня 2020 року: Генеральний директорат з охорони здоров'я та безпеки ЄС (DG SANTE) відкрив повідомлення про тривогу в Системі раннього попередження та реагування на інфекційні хвороби (EWRS).
17 січня: перше засідання Комітету з охорони здоров'я ЄС щодо нового коронавірусу.
28 січня: активація механізму цивільного захисту ЄС для репатріації громадян ЄС.
31 січня: виділено перші кошти на дослідження нового коронавірусу.
1 лютого: країни-члени ЄС мобілізували та доставили в Китай загалом 12 тонн засобів захисту.
1–2 лютого: 447 європейських громадян було повернуто додому з Китаю за фінансування механізму цивільного захисту ЄС.
23 лютого: Комісія співфінансувала доставку понад 25 тонн засобів індивідуального захисту до Китаю на додаток до понад 30 тонн засобів захисту, мобілізованих державами-членами ЄС і вже доставлених у лютому 2020 року.
28 лютого: перша закупівля медичного обладнання спільно з державами-членами ЄС.
У вересні 2020 року повідомлено про плани Європейського союзу охорони здоров'я для забезпечення кращої підготовки союзу до майбутніх пандемій. Це може означати більше фінансування та повноважень для існуючих програм, зокрема програми «EU4Health», зміцнення Європейського агентства з лікарських засобів і зміцнення Європейського центру з профілактики та контролю захворюваності. Опублікована також обіцянка створити європейське Управління перспективних біомедичних досліджень і розробок для посилення спроможності Європи реагувати на майбутні транскордонні загрози.

### Координація Європейської комісії
Відповідно до принципу повноважень, Європейський Союз не має юридичних повноважень нав'язувати державам-членам політику управління охороною здоров'я чи дії, такі як карантинні заходи чи закриття шкіл.
21 січня 2020 року Платформа європейської готовності до епідемій (PREPARE) активувала свою відповідь на спалах «режим 1».
28 лютого 2020 року Європейська комісія відкрила тендер на закупівлю медичного обладнання, пов'язаного з COVID-19. Двадцять держав-членів подали запити на закупівлю. 17 березня було відкрито другий раунд процедури закупівлі рукавичок, окулярів, засобів захисту обличчя, хірургічних масок та одягу. Польща була серед держав-членів, які подали заявку на тендер у другому турі. У Єврокомісії заявили, що всі закупівлі були задоволені пропозиціями. Комісар Тьєррі Бретон описав цю процедуру як ілюстрацію сили координації ЄС.1 9 березня Комісія ЄС оголосила про створення стратегічного запасу медичного обладнання під назвою rescEU, який буде профінансований на рівні 90 % комісією для боротьби з поширенням COVID-19. Європейська комісія запровадила програму «Recovery and Resilience Facility» для зменшення економічних і соціальних наслідків пандемії коронавірусної хвороби.

#### Наукове консультування
24 червня 2020 року головні наукові радники Європейського Союзу оприлюднили заяву, в якій містяться вказівки щодо того, як слід надавати та тлумачити наукові поради під час пандемії. Одним із ключових моментів, зроблених радниками, було те, що вчені повинні чіткіше знати ступінь невизначеності, який характеризує нові докази, на яких базуються їхні поради, наприклад, щодо використання масок. Вони також підкреслили, що наукові консультації мають бути відокремлені від прийняття рішень, і це відокремлення має бути чітко дано політикам.

### Агентства ЄС та Генеральний директорат Європейської комісії
Деякі агентства ЄС беруть участь у розробці заходів Європейського Союзу на поширення COVID-19. Зокрема, Європейське агентство з лікарських засобів, розташоване в Амстердамі, бере участь у наданні інформації про поширення коронавірусної хвороби, прискоренні розробки та затвердження безпечних і ефективних методів лікування та вакцин, а також у підтримці постійної доступності ліків у Європейському Союзі.

### Європейський центр з профілактики та контролю захворюваності
Європейський центр з профілактики та контролю захворюваності є агентством ЄС з профілактики та контролю захворювань. Він бере участь у наданні інформації та оцінці ризику захворювання COVID-19 для Європейського Союзу. Під час дводенної зустрічі, за 3 дні до початку різкого зростання захворюваності в Італії, різні країни мали різні погляди на боротьбу з поширенням хвороби. Німеччина забезпечила ПЛР-тестами 20 лікарень і провела 1000 тестів, а Італія спостерігала дефіцит засобів індивідуального захисту на світовому ринку. Австрія та Словаччина не хотіли лякати людей.
Агентство випускає щотижневі бюлетені, щоб надати інформацію про загрози, які воно контролює. Ці бюлетені містять інформацію про кількість випадків (за визначенням членів) і кількість смертей у кожній державі-члені, ЄЕЗ, Великій Британії та найбільш уражених країнах. Агентство також надає зведені дані для всієї Європи, ЄС або ЄС/ЄЕЗ+Великої Британії.
21 травня 2020 року агентство висловило думку, що перша хвиля у 29 із 31 країни (країни ЄС/ЄЕЗ та Велика Британія) мала стійкі тенденції до зниження кількості зареєстрованих випадків COVID-19 за 14 днів, тоді як пік випадків у ЄС/ЄЕЗ +Великі Британії припав на 9 квітня 2020 року.
До 22 травня Європейський центр з профілактики та контролю захворювань, Європейська агенція авіаційної безпеки та директор Європейського центру з профілактики та контролю захворювань Андреа Аммон вважали, що може відбутися друга хвиля епідемії, оскільки кількість випадків, зареєстрованих у травні, була більшою, ніж кількість випадків, зареєстрованих у січні/лютому.
28 травня 2020 року Європейський центр з профілактики та контролю захворювань опублікував методологію для допомоги органам охорони здоров'я в державах-членах ЄС/ЄЕЗ та Великій Британії оцінити точкову поширеність інфекції SARS-CoV-2 за допомогою зведеного ПЛР-тестування, а не звітувати про окремі випадки (що недооцінювало поширення вірусу).
Андреа Аммон вважала, що повернення з гірськолижної відпустки в Альпах протягом першого тижня березня можна розглядати як значний період у поширенні хвороби в Європі.

### Оцінка ризиків у ЄС/ЄЕЗ та Великобританії
13 березня 2020 року Європейський центр з профілактики та контролю захворювань оцінив такі ризики, пов'язані з COVID-19:
| Ризик | Рівень       |
| --- | ------------ |
| ризик більш легкого захворювання та відповідний вплив на соціальну та пов'язану з роботою діяльність,                                       | високий      |
| ризик важкого захворювання, пов'язаного з COVID-19, для людей у ЄС/ЄЕЗ та Великої Британії: загальне населення                              | високий      |
| ризик важкого захворювання, пов'язаного з COVID-19, для людей у ЄС/ЄЕЗ та Великої Британії: літні люди та особи з хронічними захворюваннями | високий      |
| ризик виникнення субнаціональної передачі COVID-19 у ЄС/ЄЕЗ та Великої Британії                                                             | дуже високий |
| ризик виникнення широкомасштабної передачі COVID-19 у країнах ЄС/ЄЕЗ та Великої Британії протягом найближчих тижнів                         | високий      |
| ризик перевищення можливостей системи охорони здоров'я в ЄС/ЄЕЗ та Великої Британії в найближчі тижні                                       | високий      |
| ризик, пов'язаний із передачею COVID-19 у закладах охорони здоров'я та соціальних закладах із великою кількістю уразливих груп населення    | високий      |

### Рекомендації щодо безпечного відновлення залізничного сполучення в Європі
Залізничне агентство Європейського Союзу (ERA), Європейська комісія та Європейський центр з профілактики та контролю захворюваності розробили залізничний протокол COVID-19. Рекомендації в протоколі стосувалися таких питань, як фізичне дистанціювання, використання масок для обличчя, респіраторний етикет, гігієна рук, ведення випадків у поїзді, відстеження контактів, термообстеження.

#### Євростат
Генеральний директорат Європейської комісії Євростат опублікував деякі дані, пов'язані з реакцією на COVID-19:
- У березні 2020 року кількість авіапасажирів скоротилася вдвічі в 13 країнах ЄС: Чехії, Данії, Німеччині, Хорватії, Італії, Кіпрі, Литві, Люксембурзі, Угорщині, Мальті, Словенії, Словаччині та Фінляндії, у тому числі на 10 мільйонів в Німеччині.[33]
- Збільшення імпорту автоматичних машин обробки даних з Китаю (+884 млрд євро, +33 %) та предметів одягу з текстильних матеріалів (+129 млрд євро, +36 %).[34]

### Управлінські заходи

#### Управління зовнішнім кордоном
Лідери ЄС засудили рішення США обмежити поїздки з Європи до Сполучених Штатів. Президент Європейської ради Шарль Мішель і Урсула фон дер Ляєн у спільній заяві заявили: «Європейський Союз не схвалює той факт, що рішення США ввести заборону на поїздки було прийнято в односторонньому порядку і без консультацій».
6 березня Комісія ЄС заявила, що країни-члени повинні рекомендувати своїм громадянам залишатися на території ЄС, щоб уникнути поширення коронавірусу в інших країнах.
Згідно з гармонізацією законодавства ЄС, Франція та Німеччина планували відкрити свої внутрішні (шенгенські) кордони 15 червня, а зовнішні кордони — 1 липня.
Станом на кінець червня ЄС розглядав можливість допуску туристів з 15 країн: Алжиру, Австралії, Канади, Китаю, Грузії, Японії, Чорногорії, Марокко, Нової Зеландії, Руанди, Сербії, Південної Кореї, Таїланду, Тунісу та Уругваю. ЄС планував знову відкрити кордони для туристів з цих країн 1 липня 2020 року.

#### Управління кордоном з Великою Британією
Велика Британія вийшла з ЄС 31 січня 2020 року, але залишалася частиною єдиного ринку блоку протягом перехідного періоду. Це дозволило координувати дії з британським урядом без участі Британії у внутрішніх обговореннях ЄС.
Ірландія та Велика Британія мають переваги від 14-денного карантину через високий рівень зараження у Великій Британії.

#### Управління кордонами з мікродержавами
Андорра, Ватикан, Монако та Сан-Марино мали виграти від послаблення обмежень ЄС на поїздки.

#### Управління внутрішнім кордоном
У лютому та на початку березня 2020 року ЄС відкинув ідею призупинення дії Шенгенської зони вільного пересування та запровадження контролю на кордоні з Італією.
Після того, як Словаччина, Данія, Чехія та Польща оголосили про повне закриття своїх національних кордонів, президент Європейської комісії Урсула фон дер Ляєн заявила 12 березня, що «певні заходи контролю можуть бути виправданими, але загальні заборони на поїздки Всесвітньою організацією охорони здоров'я не вважаються найефективнішими заходами. Крім того, вони мають сильний соціальний та економічний вплив, вони руйнують життя людей і бізнес через кордони».
28 травня 2020 року Комітет із безпеки охорони здоров'я звітував про спалах COVID-19, вказуючи на те, що перед початком розробки стратегії виходу необхідні відповідні стратегії тестування. Деескалацію обмежень на поїздки бажано координувати на рівні ЄС. Питання, що стосуються Шенгенської зони та руху в межах ЄС, також входять до компетенції Комісії та держав-членів у групі внутрішніх справ та Європейського центру з профілактики та контролю захворюваності. Водночас тривала робота над підтримкою ЄС плану вакцинації.
На початку червня 2020 року комісар ЄС із внутрішніх справ Ілва Йоганссон повідомила, що більшість держав-членів настійно віддають перевагу додатковому короткостроковому продовженню внутрішньої заборони на поїздки. Відміна обмежень планувалася поступово, у липні.
Згідно з гармонізацією ЄС, Франція та Німеччина мали відкрити свої внутрішні (шенгенські) кордони 15 червня, а їх зовнішні кордони мали відновитися 1 липня.
Протягом літа між державами-членами з'явилися відмінності в кількості проведених тестів та в результатах тестів, розбіжність від 2 до 176 випадків на 100 тисяч жителів, у середньому 46. Європарламент хотів уникнути закриття внутрішніх кордонів.

### Репатріація з-за меж ЄС
На 29 травня 2020 року репатріаційни польотами в рамках механізму цивільного захисту Союзу евакуйовано 83956 осіб: 74673 громадян ЄС і 9283 не громадян ЄС.

## Допомога державам-членам

### Загальний борг і заходи Європейського центрального банку
У липні 2020 року Європейська рада погодила пакет відновлення «ЄС наступного покоління» (NGEU) для підтримки держав-членів, які найбільше постраждали від пандемії COVID-19, із фондом у розмірі 750 мільярдів євро, який буде додано до бюджету ЄС на 2021—2027 роки. Оскільки фонд отримуватиме підтримку від широкомасштабного випуску європейських суверенних облігацій, це стане проривом до єдиної європейської фіскальної політики. Фонд має погашатися за рахунок формування власних ресурсів через пряме оподаткування. Європейський Союз заклав пакет заходів із відновлення після COVID-19 вартістю 750 мільярдів євро, як частину свого бюджету, у листопаді 2020 року. Однак його схвалення було відкладено на грудень, оскільки Угорщина та Польща наклали вето протягом кількох днів на бюджет через зв'язок коштів ЄС із дотриманням верховенства права.

### Пропозиція ЄЦБ
18 березня 2020 року Європейський центральний банк, очолюваний Крістін Лагард, оголосив про купівлю додаткових 750 мільярдів євро європейських корпоративних і державних облігацій протягом року. Лагард закликала національні уряди держав-членів серйозно розглянути одноразовий спільний борговий випуск короноблігацій.
На початку квітня Європейський центральний банк оголосив про свій намір відкласти перегляд стратегії з кінця 2020 року до середини 2021 року.
Колишній президент Європейського центрального банку Маріо Драгі заявив, що країни-члени повинні покривати втрати від коронавірусу, а не приватний сектор. Він порівняв вплив коронавірусу з Першою світовою війною.

### Суперечка щодо коронабондів
Прем'єр-міністр Іспанії Педро Санчес заявив, що «якщо ми зараз не запропонуємо єдину, потужну та ефективну відповідь на цю економічну кризу, то не тільки її вплив буде сильнішим, але й наслідки триватимуть довше, і ми поставимо під загрозу весь європейський проєкт», а прем'єр-міністр Італії Джузеппе Конте прокоментував, що «весь європейський проєкт ризикує втратити сенс існування в очах наших громадян».
Дискусії щодо того, як реагувати на епідемію та її економічні наслідки, спричинили розрив між державами-членами з Північної та Південної Європи, що нагадує дебати щодо європейської боргової кризи 2010-х років. 25 березня 9 країн ЄС — Італія, Франція, Бельгія, Греція, Португалія, Іспанія, Ірландія, Словенія та Люксембург — закликали до випуску «коронаоблігацій» (типу єврооблігацій), щоб допомогти своїм країнам відновитися від наслідків епідемії. У їх спільному листі зазначалося: «Доводи для такого спільного інструменту є сильними, оскільки всі ми стикаємося з симетричним зовнішнім шоком». Країни Північної Європи, зокрема як Німеччина, Австрія, Фінляндія та Нідерланди, виступали проти випуску спільних боргових зобов'язань, побоюючись, що їм доведеться повертати їх у разі дефолту. Натомість вони пропонували, щоб країни зверталися за кредитами до Європейського стабілізаційного механізму. Подібна позиція Нідерландів, Австрії, Данії та Швеції була названа пресою «ощадливою четвіркою». Коронаоблігації обговорювалися 26 березня 2020 року на засіданні Європейської ради, яке тривало на 3 години довше, ніж очікувалося, через «емоційну» реакцію прем'єр-міністрів Іспанії та Італії. На відміну від європейської боргової кризи — частково спричиненої постраждалими країнами — південноєвропейські країни не спричинили пандемію коронавірусу, що усуває заклик до відповідальності цих країн.

### Вакцини
У липні 2020 року Європейський Союз відмовився від пропозиції щодо закупівлі 500 мільйонів доз вакцини від Pfizer-BioNTech проти COVID-19 через її ціну.
У січні 2021 року ЄС передумав, та ирішив закупити 300 мільйонів доз вакцини BioNTech-Pfizer і розглядав можливість закупівлі ще 300 мільйонів. Очікувалося, що 75 мільйонів доз будуть доступні протягом другого кварталу 2021 року, решта доз буде доступна протягом другої половини 2021 року.
ЄС також замовив вакцину компанії AstraZeneca. Проблеми з її доставкою призвели до суперечки між Європейською комісією та компанією AstraZeneca щодо вакцини проти COVID-19.
1 грудня 2021 року президент Європейської комісії Урсула фон дер Ляєн заявила, що країни ЄС повинні розглянути можливість зробити щеплення від COVID-19 обов'язковими, оскільки занадто багато людей відмовляються робити щеплення добровільно.

## Співпраця між державами-членами
Багато країн ЄС здійснили кілька заходів, щоб допомогти іншим країнам ЄС.
З 4 по 19 березня 2020 року Німеччина заборонила експорт засобів індивідуального захисту, а Франція також обмежила експорт медичного обладнання, що спричинило критику з боку офіційних осіб ЄС, які закликали до солідарності.. Багато країн Шенгенської зони закрили свої кордони, щоб зупинити поширення хвороби.

### Проєкт EuroMoMo
Кількість зареєстрованих смертей не дає найбільшої точності щодо летальних випадків під час пандемії, оскільки деякі країни використовують дещо різні способи звітування про ці смерті. Щоб уникнути подібних розбіжностей, епідеміологи Державного інституут сироватки Данії щотижня збирають дані по надлишковій смертності під назвою «Європейський моніторинг смертності» (EuroMomo), використовуючи дані 28 партнерів із 24 країн.
Цей проєкт використовує стандартизовані методи для полегшення міжнародних порівнянь. Один із експертів Лассе Вестергаард вважає, що надлишкові оцінки смертності є найкращим способом моніторингу смертності від COVID-19. Проект EuroMoMo обчислює число z-показника, щоб класифікувати цю надлишкову смертність.
Щоб підготуватися до майбутніх пандемій, Європейський Союз запустив нову ініціативу під назвою «Європейський план готовності до біозахисту». Інкубатор Управління з питань надзвичайних ситуацій у сфері охорони здоров'я та реагування (HERA) було створено в лютому 2021 року після конференції глав європейських держав. Ініціатива має на меті зосередитися на співпраці між державами.

## Суперечки

### Суперечка щодо самоцензури Європейської служби зовнішніх справ
Європейська служба зовнішніх справ, яка займається боротьбою з дезінформацією з Росії та Китаю, 1 квітня опублікувала початковий оновлений звіт про стан справ, у якому підкреслено спроби Китаю маніпулювати наративом. У ньому стверджувалося, що китайські державні засоби масової інформації та урядовці просувають «недоведені теорії про походження COVID-19», а також наголошують на «виявленні вдячності деяких європейських лідерів у відповідь на китайську допомогу». В оригінальному звіті говорилося, що є докази «постійних і скоординованих спроб офіційних китайських джерел усунути будь-яку провину». Було виявлено, що формулювання було змінено під тиском Китаю: «Ми бачимо постійне та скоординоване зусилля деяких суб'єктів, у тому числі китайських джерел, щоб відвести від себе будь-яку провину», і що, згідно з даними The New York Times, Верховний представник Європейського Союзу Жозеп Боррель втрутився, щоб відкласти публікацію початкового звіту, щоб забезпечити бажану зміну формулювання. Скандал із самоцензурою стався після того, як електронний лист від співробітника Європейської служби зовнішніх справ, який попереджав, що пом'якшення звіту «створить жахливий прецедент і сприятиме подібному примусу в майбутньому», потрапив до «New York Times». Боррель наказав провести внутрішнє розслідування витоку.

### Угорське законодавство про надзвичайні ситуації
1 квітня 2020 року 16 країн-членів Європейського Союзу виступили із заявою, в якій попередили, що деякі надзвичайні заходи, застосовані країнами під час пандемії коронавірусної хвороби, можуть підірвати принципи верховенства права та демократії. Вони оголосили, що «підтримують ініціативу Європейської комісії щодо моніторингу надзвичайних заходів та їх застосування для забезпечення дотримання фундаментальних цінностей Союзу». У заяві не згадується Угорщина, але спостерігачі вважають, що в ній прямо йдеться про закон Угорщини, який надає великі повноваження уряду країни під час пандемії коронавірусної хвороби. Наступного дня до заяви приєднався уряд Угорщини.
30 березня 2020 року парламент Угорщини ухвалив закон про надання повноважень уряду кваліфікованою більшістю, 137 голосами проти 53. Після проголошення закону президент Угорщини Янош Адер оголосив, що він дійшов висновку, що часові рамки надзвичайних повноважень уряду були б визначеними, а сфера їх дії була б обмеженою. Президент Європейської комісії Урсула фон дер Ляєн, заявила, що вона стурбована надзвичайними заходами Угорщини, і що вони повинні бути обмежені необхідними, а державний міністр Німеччини Міхаель Рот запропонував застосувати проти Угорщини економічні санкції.
Керівники 13 партій-членів Європейської народної партії 2 квітня виступили з пропозицією виключити угорську партію Фідес з колективних членів партії через новий закон. У відповідь Віктор Орбан висловив готовність обговорювати будь-які питання, пов'язані з членством Фідес, «як тільки пандемія закінчиться» у листі на ім'я генерального секретаря ЄНП Антоніо Лопеса-Істуріса Вайта. Посилаючись на пропозицію 13 провідних політиків, Орбан також заявив, що «навряд чи можу уявити, щоб хтось із нас мав час для фантазій про наміри інших країн. Сьогодні це здається дорогою розкішшю».Під час відеоконференції міністрів закордонних справ країн-членів Європейського Союзу 3 квітня 2020 року міністр закордонних справ Угорщини Петер Сіярто попросив інших міністрів прочитати саме законодавство, а не його політично вмотивовані презентації в газетах, перш ніж коментувати його.

### Відставка Філа Гогана
Унаслідок скандалу з гольф-клубом Ерахтаса 26 серпня 2020 року Філ Гоган пішов у відставку з посади комісара ЄС з питань торгівлі.

## Громадська думка

### Опитування Європейської ради з міжнародних відносин
Опитування, проведене у квітні Європейською радою з міжнародних відносин, за повідомленням The Guardian, показало, що більшість європейських громадян сприйняли дії ЄС під час пандемії як невідповідні, бажаючи більшої співпраці всередині ЄС.
У Франції 58 % вважали дії ЄС недостатніми, а 61 % вважали, що адміністрація Макрона не спрацювала.

### Опитування на замовлення Європейського парламенту
У липні 2020 року було опубліковано дослідження громадської думки на замовлення Європейського парламенту з 24 798 інтерв'ю.
- «ЄС повинен мати більше повноважень для боротьби з кризою, такою як пандемія COVID-19?» 68 % згодні
- «ЄС повинен мати більше фінансових засобів, щоб мати можливість подолати наслідки пандемії коронавірусу» 56 %
- «Наскільки ви задоволені чи ні солідарністю між державами-членами ЄС у боротьбі з пандемією COVID-19?» 39 % задоволені, 53 % не задоволені.